# ATLAS 실험
ATLAS는 스위스 유럽 입자 물리 연구소(CERN)의 입자 가속기인 대형 강입자 충돌기(LHC)에서 가장 큰 다목적 입자 검출기 실험이다. 이 실험은 LHC에서 사용할 수 있는 전례 없는 에너지를 활용하고, 이전의 낮은 에너지 가속기로는 관측할 수 없었던 매우 질량이 큰 기본 입자를 포함하는 현상을 관측하도록 설계되었다. ATLAS는 2012년 7월 힉스 보손 발견에 참여한 두 개의 LHC 실험 중 하나였다. 또한 표준 모형을 넘어선 입자물리학 이론의 증거를 찾기 위해 설계된 바 있다.
이 실험은 40개국 243개 기관의 물리학자 3,822명을 포함한 총 6,003명의 구성원이 참여하는 협업으로 이루어져 있다 (최종 업데이트: 2022년 6월 26일).

## 역사

### 입자 가속기의 성장

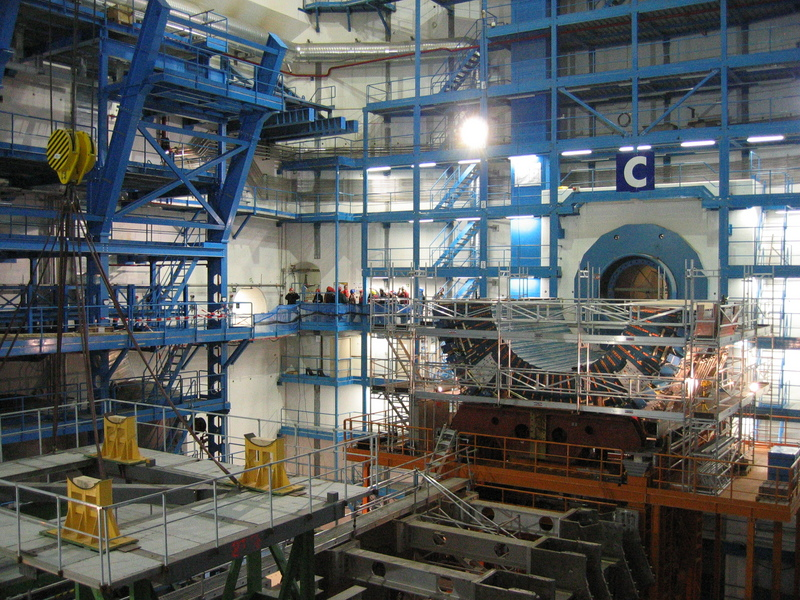
2004년 10월 실험 구덩이에서 건설 중인 ATLAS 검출기. 건설은 2008년에 완료되었고, ATLAS는 2009년 11월 LHC에서 충돌 빔 작동이 시작된 이후 성공적으로 데이터를 수집하고 있다. 크기 비교를 위해 배경에 있는 사람들을 주목.

최초의 사이클로트론은 초기 형태의 입자 가속기로, 어니스트 올랜도 로렌스가 1931년에 지었으며, 반지름이 불과 몇 센티미터이고 입자 에너지가 1 메가전자볼트 (MeV)에 불과했다. 그 이후로 가속기는 점점 더 거대한 질량의 새로운 입자를 생성하려는 탐구에서 엄청나게 성장했다. 가속기가 성장함에 따라, 연구에 사용될 수 있는 알려진 입자 목록도 함께 성장했다.

### ATLAS 협력단
ATLAS 협력단은 검출기를 건설하고 운영하는 다양한 대학 및 연구 센터 소속의 국제 물리학자 그룹으로, 1992년 제안된 EAGLE (Experiment for Accurate Gamma, Lepton and Energy Measurements)과 ASCOT (Apparatus with Super Conducting Toroids) 협력단이 새로운 입자 가속기인 대형 강입자 충돌기를 위한 단일 다목적 입자 검출기를 건설하기 위해 노력을 합치면서 형성되었다. 현재 ATLAS 협력단은 42개국 257개 기관의 물리학자 3,822명을 포함한 총 6,003명의 구성원으로 이루어져 있다 (최종 업데이트: 2022년 6월 26일).

### 검출기 설계 및 건설
설계는 이전 LHC 프로젝트인 EAGLE과 ASCOT의 조합이었으며, 1993년에 중단된 미국 프로젝트인 초전도 초충돌기를 위해 수행된 검출기 연구 및 개발의 혜택도 받았다. ATLAS 실험은 현재 형태로 1994년에 제안되었으며, 1995년에 CERN 회원국으로부터 공식적으로 자금을 지원받았다. 그 후 몇 년 동안 추가 국가, 대학교, 연구소들이 합류했다. 건설 작업은 개별 기관에서 시작되었으며, 검출기 부품은 CERN으로 배송되어 2003년부터 ATLAS 실험 구덩이에서 조립되었다.

### 검출기 작동

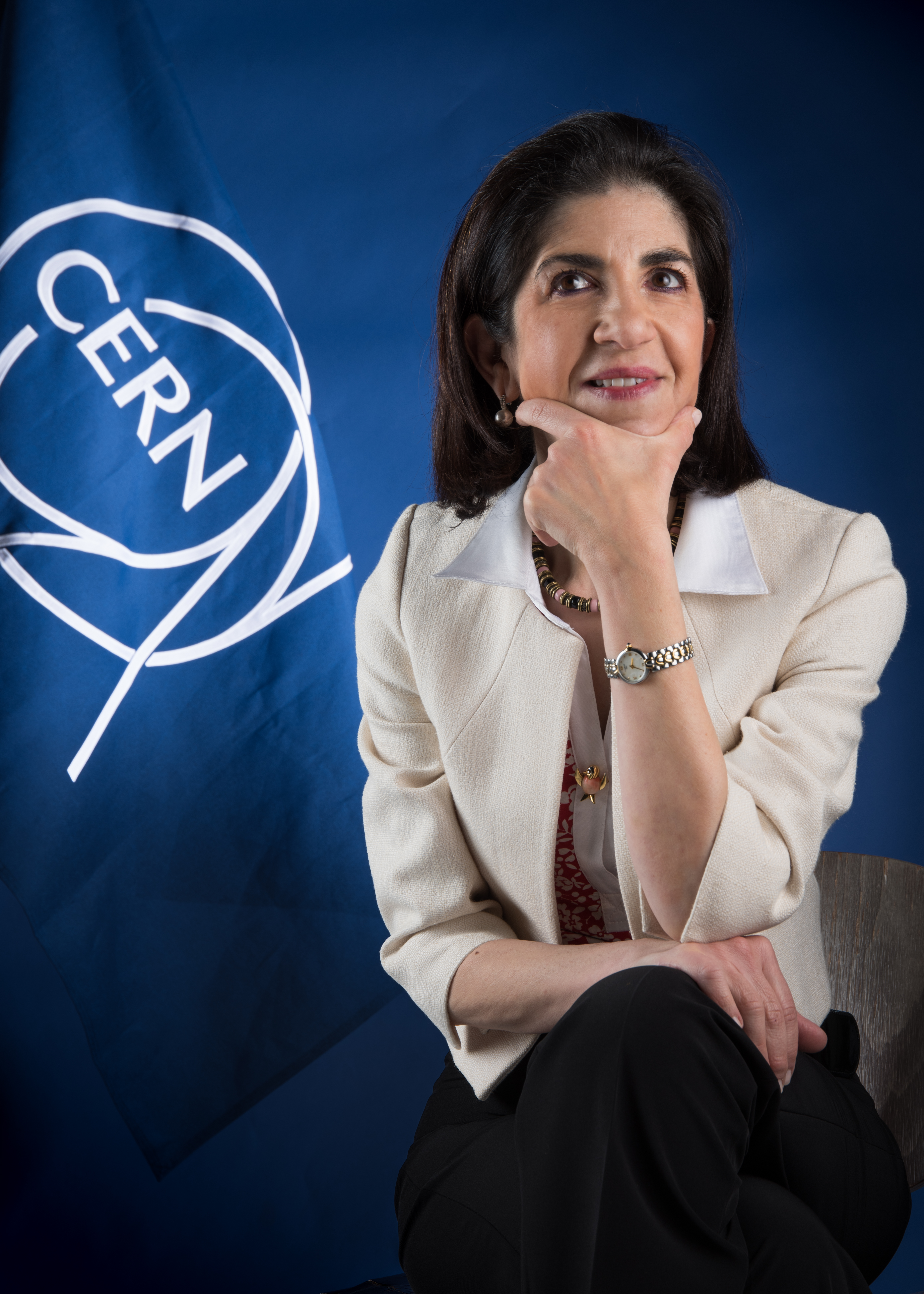
파비올라 자노티, ATLAS 대변인 (2009년 - 2013년) 및 CERN 사무총장 (2016년 - 2025년).

건설은 2008년에 완료되었고, 그 해 9월 10일 실험은 첫 번째 단일 양성자 빔 이벤트를 감지했다.

이후 LHC의 자석 소멸 사고로 인해 데이터 수집이 1년 이상 중단되었다. 2009년 11월 23일, LHC에서 첫 번째 양성자-양성자 충돌이 발생했으며, ATLAS에 의해 기록되었다. 충돌의 질량 중심에서 상대적으로 낮은 900 GeV의 주입 에너지로 이루어졌다. 그 이후로 LHC 에너지는 계속 증가했다: 2009년 말에는 1.8 TeV, 2010년과 2011년 전체에는 7 TeV, 그리고 2012년에는 8 TeV.
2010년에서 2012년 사이에 수행된 첫 번째 데이터 수집 기간은 Run I이라고 불린다. 2013년과 2014년의 장기 가동 중단(LS1) 이후, 2015년에 ATLAS는 13 TeV 충돌을 관측했다. 두 번째 데이터 수집 기간인 Run II는 2018년 말에 13 TeV 에너지로 완료되었으며, 거의 140 fb−1 (역 펨토반)의 기록된 통합 광도를 가졌다. 2019년부터 2022년까지 두 번째 장기 가동 중단(LS2)과 ATLAS 검출기 업그레이드가 이어졌고, Run III는 2022년 7월에 시작되었다.
| LHC 기간                 | 운영    |
| 2010년 4월 – 2013년 1월  | Run I   |
| 2013년 2월 – 2015년 1월  | LS1     |
| 2015년 2월 – 2018년 11월 | Run II  |
| 2018년 12월 – 2022년 6월 | LS2     |
| 2022년 7월 – 2026년 6월  | Run III |

### 리더십
ATLAS 협력단은 현재 대변인 스테판 윌로크와 부대변인 안나 스피르라 및 기욤 위날이 이끌고 있다. 전 대변인들은 다음과 같다:
| 프리드리히 디다크 및 피터 제니 | (1992 – 1995) |
| 피터 제니                      | (1995 – 2009) |
| 파비올라 자노티                | (2009 – 2013) |
| 데이비드 찰턴                  | (2013 – 2017) |
| 카를 야콥스                    | (2017 – 2021) |
| 안드레아스 회커                | (2021 - 2025) |
| 스테판 윌로크                  | (2025 – 현재) |

## 실험 프로그램
입자물리학 분야에서 ATLAS는 대형 강입자 충돌기(LHC)에서의 에너지 충돌에서 감지되거나 감지될 수 있는 다양한 유형의 과정을 연구한다. 이미 알려진 과정에 대해서는 알려진 입자의 특성을 점점 더 정확하게 측정하거나 표준 모형의 양적 확인을 찾는 것이 중요하다. 지금까지 관측되지 않은 과정은 만약 감지된다면 새로운 기본 입자를 발견하거나 표준 모형을 넘어서는 물리 이론을 확인하는 데 도움이 될 것이다.

### 표준 모형
입자물리학의 표준 모형은 우주에 알려진 네 가지 기본 상호작용 중 세 가지(전자기력, 약한 상호작용, 강한 상호작용은 설명하지만 중력은 제외)를 설명하고, 모든 알려진 기본 입자를 분류하는 이론이다. 이 이론은 20세기 후반 내내 전 세계 많은 과학자들의 노력을 통해 단계적으로 발전했으며, 쿼크의 존재에 대한 실험적 확인을 통해 현재의 공식화가 1970년대 중반에 완성되었다. 그 이후로 꼭대기 쿼크(1995년), 타우 중성미자(2000년), 그리고 힉스 보손(2012년)의 확인은 표준 모형에 대한 추가적인 신뢰를 더했다. 또한 표준 모형은 약한 중성류와 W와 Z보손의 다양한 특성을 매우 정확하게 예측했다.
표준 모형은 이론적으로 자기 일관적이라고 믿어지며 실험 예측을 제공하는 데 큰 성공을 거두었지만, 일부 현상을 설명하지 못하고 기본 상호작용의 완전한 이론이 되는 데 미치지 못한다. 중입자 비대칭을 완전히 설명하지 못하고, 일반 상대성이론으로 기술되는 중력의 완전한 이론을 통합하지 못하며, 암흑 에너지로 설명될 수 있는 우주의 가속 팽창을 설명하지 못한다. 이 모형에는 관측 물리 우주론에서 추론된 필요한 모든 특성을 가진 실행 가능한 암흑물질 입자가 포함되어 있지 않다. 또한 중성미자 진동과 그 0이 아닌 질량을 통합하지 않는다.

#### 정밀 측정
2012년 ATLAS와 CMS 실험에 의해 검출된 힉스 보손을 제외하고, 표준 모형이 예측한 모든 입자는 이전 실험에서 관측되었다. 이 분야에서 힉스 보손의 발견 외에도 ATLAS의 실험 작업은 이론의 많은 물리적 매개변수를 점점 더 정확하게 결정하는 것을 목표로 하는 정밀 측정에 집중했다.
특히 다음을 위해
- 힉스 보손;
- W와 Z보손;
- 꼭대기 및 바닥 쿼크

ATLAS는 다음을 측정한다:
- 질량;
- 생성, 붕괴 채널 및 평균 수명;
- 전기·약 작용 및 강한 상호작용에 대한 상호작용 메커니즘 및 결합 상수.

예를 들어, ATLAS가 수집한 데이터는 2018년에 전기·약 작용의 두 매개체 중 하나인 W보손의 질량을 [(80,370±19) MeV]로 측정할 수 있게 해주었으며, 측정 불확도는 ±2.4‰였다.

#### 힉스 보손

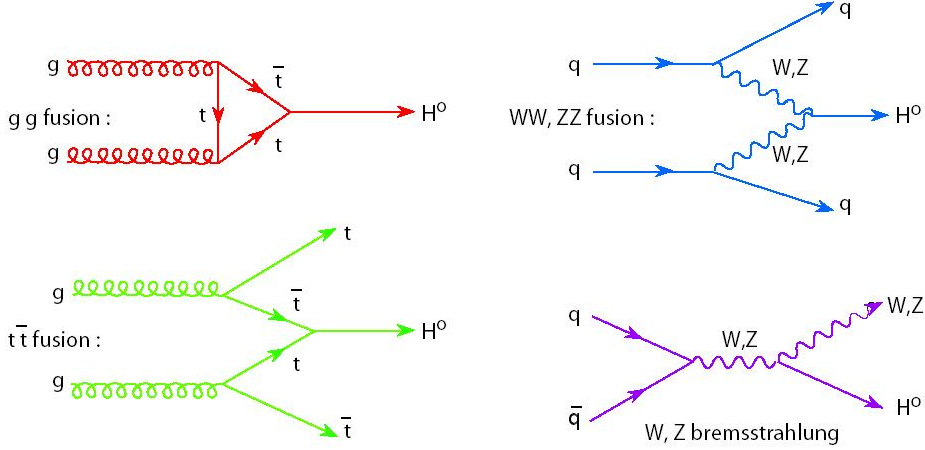
파인만 도형으로 불리는 도식들은 표준 모형 힉스 보손이 LHC에서 양성자 충돌로부터 생성될 수 있는 주요 방식을 보여준다.

ATLAS의 가장 중요한 목표 중 하나는 표준 모형의 누락된 부분인 힉스 보손을 조사하는 것이었다. 힉스 메커니즘은 힉스 보손을 포함하며, 기본 입자에 질량을 부여하여 W와 Z보손에 질량을 부여하는 반면 광자는 질량이 없도록 하여 약한 상호작용과 전자기학 간의 차이를 발생시킨다.
2012년 7월 4일, ATLAS는 LHC의 자매 실험인 CMS와 함께 5 시그마의 신뢰 수준으로 힉스 보손과 일치하는 입자의 존재에 대한 증거를 보고했다. 질량은 약 125 GeV, 즉 양성자 질량의 133배였다. 이 새로운 "힉스 유사" 입자는 두 개의 광자로의 붕괴 ({\displaystyle H\rightarrow \gamma \gamma })와 네 개의 렙톤으로의 붕괴 ({\displaystyle H\rightarrow ZZ^{*}\rightarrow 4l} 및 {\displaystyle H\rightarrow WW^{*}\rightarrow e\nu \mu \nu })를 통해 검출되었다.
2013년 3월, ATLAS와 CMS의 업데이트된 결과에 따라 CERN은 새로 발견된 입자가 실제로 힉스 보손이라고 발표했다. 실험자들은 또한 입자의 특성과 다른 입자와 상호작용하는 방식이 스핀 0과 양의 반전성을 가질 것으로 예상되는 힉스 보손의 특성과 잘 일치함을 보여줄 수 있었다. 2015년과 2016년에 수집된 입자의 더 많은 특성과 데이터 분석을 통해 이는 더욱 확인되었다.
2013년 10월, 표준 모형 힉스 보손의 존재를 예측한 두 명의 이론 물리학자인 피터 힉스와 프랑수아 앙글레르는 노벨 물리학상을 수상했다.

#### 꼭대기 쿼크 특성
1995년 페르미 국립 가속기 연구소에서 발견된 꼭대기 쿼크의 특성은 대략적으로 측정되었다. 훨씬 더 큰 에너지와 더 높은 충돌률로 인해 LHC는 엄청난 수의 꼭대기 쿼크를 생성하여 ATLAS가 질량과 다른 입자와의 상호작용을 훨씬 더 정밀하게 측정할 수 있게 한다. 이 측정들은 표준 모형의 세부 사항에 대한 간접적인 정보를 제공하며, 새로운 물리학을 시사하는 불일치를 밝힐 가능성이 있다.

### 표준 모형을 넘어서다
표준 모형은 쿼크, 렙톤, 중성미자가 존재해야 한다고 예측하지만, 이 입자들의 질량이 왜 그렇게 다른지(그것들은 크기가 몇 배나 다르다) 설명하지 못한다. 또한, 표준 모형에 따르면 중성미자의 질량은 광자의 질량처럼 정확히 0이어야 한다. 대신, 중성미자는 질량을 가지고 있다. 1998년 검출기 슈퍼 가미오칸데의 연구 결과는 중성미자가 한 맛깔에서 다른 맛깔로 진동할 수 있음을 확인했으며, 이는 중성미자가 0이 아닌 질량을 가지고 있음을 의미한다. 이러한 이유 및 다른 이유로 인해 많은 입자물리학자들은 표준 모형이 테라전자볼트 (TeV) 스케일 이상의 에너지에서 붕괴될 가능성이 있다고 믿는다. 초대칭(SUSY)을 포함한 대부분의 대체 이론, 즉 대통일 이론(GUTs)은 표준 모형의 입자들보다 더 큰 질량을 가진 새로운 입자의 존재를 예측한다.

#### 초대칭
현재 제안된 대부분의 이론은 새로운 고질량 입자를 예측하며, 일부는 ATLAS에서 관측할 수 있을 만큼 충분히 가벼울 수 있다. 초대칭 모형은 새로운, 매우 무거운 입자를 포함한다. 많은 경우 이러한 입자는 고에너지 쿼크와 일반 물질과 상호작용할 가능성이 매우 낮은 안정적인 무거운 입자로 붕괴된다. 안정적인 입자는 검출기를 벗어나 하나 이상의 고에너지 쿼크 제트와 많은 양의 "결측" 운동량을 신호로 남긴다. 칼루차–클레인 이론의 입자와 같은 다른 가상의 무거운 입자들도 유사한 신호를 남길 수 있다.
LHC Run II 종료 시점까지 수집된 데이터는 초대칭 또는 예상치 못한 입자의 증거를 보여주지 않았으며, 이에 대한 연구는 Run III 이후부터 수집될 데이터에서 계속될 것이다.

#### CP 위반
물질과 반물질의 행동 사이의 비대칭, 즉 CP 위반도 조사되고 있다. 바바르 실험 및 벨 실험과 같이 CP 위반 측정을 위한 최근 실험들은 우주에서 감지 가능한 반물질의 부족을 설명할 만큼 충분한 표준 모형 내의 CP 위반을 감지하지 못했다. 새로운 물리학 모형이 추가적인 CP 위반을 도입하여 이 문제에 대한 해답을 제시할 수도 있다. 이러한 모형을 지지하는 증거는 새로운 입자의 직접적인 생성으로 감지되거나 B 및 D 중간자의 특성 측정으로 간접적으로 감지될 수 있다. B-중간자에 특화된 LHC 실험인 LHCb가 후자에 더 적합할 가능성이 높다.

#### 미시적 블랙홀
ADD 모형에 기반한 일부 가설은 큰 추가 차원을 포함하며, LHC에 의해 미시적 블랙홀이 형성될 수 있다고 예측한다. 이들은 호킹 복사를 통해 즉시 붕괴하여 표준 모형의 모든 입자를 동등한 수로 생성하고 ATLAS 검출기에 명확한 신호를 남길 것이다.

## ATLAS 검출기
ATLAS 검출기는 길이 46 미터, 지름 25 미터, 무게 약 7,000 톤이며, 약 3,000 킬로미터의 케이블을 포함한다.
원둘레 27 킬로미터의 유럽 입자 물리 연구소(CERN)의 대형 강입자 충돌기(LHC)는 두 개의 양성자 빔을 충돌시키며, 각 양성자는 최대 6.8 TeV의 에너지를 지니고 있다. 이는 현재 알려진 어떤 입자보다도 훨씬 더 큰 질량의 입자를 생산하기에 충분한 에너지이며, 그러한 입자가 존재한다면 말이다. 대형 강입자 충돌기가 생성한 양성자 입자 빔이 검출기 중앙에서 상호작용할 때, 다양한 범위의 에너지를 가진 다양한 입자들이 생성된다.

### 다목적 요구사항
ATLAS 검출기는 다목적으로 설계되었다. 특정 물리적 과정에 초점을 맞추기보다는, ATLAS는 가능한 가장 넓은 범위의 신호를 측정하도록 설계되었다. 이는 새로운 물리적 과정이나 입자가 어떤 형태를 취하든 ATLAS가 이를 감지하고 그 특성을 측정할 수 있도록 보장하기 위한 것이다. ATLAS는 이러한 입자, 즉 질량, 운동량, 에너지, 수명, 전하 및 핵 스핀을 감지하도록 설계되었다.
테바트론 및 대형 전자-양전자 충돌기와 같은 이전 충돌기에서의 실험 또한 다목적 감지를 위해 설계되었다. 그러나 빔 에너지와 극도로 높은 충돌률로 인해 ATLAS는 이전 실험보다 훨씬 더 크고 복잡해야 하며, 이는 대형 강입자 충돌기의 고유한 과제를 제시한다.

### 층상 설계
입자 빔이 충돌하는 상호작용점에서 생성되는 모든 입자를 식별하기 위해 검출기는 다양한 유형의 검출기로 구성된 여러 층으로 설계되었으며, 각 층은 특정 유형의 입자를 관측하도록 설계되었다. 각 층에서 입자가 남기는 다양한 흔적은 효과적인 입자 식별과 에너지 및 운동량의 정확한 측정을 가능하게 한다. (검출기 각 층의 역할은 아래에서 설명한다.) 가속기가 생성하는 입자의 에너지가 증가함에 따라, 더 높은 에너지 입자를 효과적으로 측정하고 멈추게 하기 위해 검출기도 커져야 한다. 2022년 현재, ATLAS 검출기는 입자 충돌기에서 건설된 것 중 가장 크다.

### 검출기 시스템

ATLAS 검출기의 다양한 구성 요소를 보여주는 컴퓨터 생성 단면도.
뮤온 분광기:
(1) 전방 영역 (엔드캡)
(1) 배럴 영역
자석 시스템:
(2) 토로이드 자석
(3) 솔레노이드 자석
내부 검출기:
(4) 전이 방사선 추적기
(5) 반도체 추적기
(6) 픽셀 검출기
칼로리미터:
(7) 액체 아르곤 칼로리미터
(8) 타일 칼로리미터

ATLAS 검출기는 LHC의 양성자 빔이 충돌하는 상호작용점 주위에 일련의 점차 커지는 동심원통으로 구성된다. 양성자 빔 주변의 고방사선 영역에서 검출기 성능을 유지하는 것은 중요한 공학적 과제이다. 검출기는 네 가지 주요 시스템으로 나눌 수 있다:
1. 내부 검출기;
2. 칼로리미터;
3. 뮤온 분광기;
4. 자석 시스템.

이들 각각은 다시 여러 층으로 이루어져 있다. 검출기들은 상호 보완적이다: 내부 검출기는 입자를 정밀하게 추적하고, 칼로리미터는 쉽게 멈추는 입자의 에너지를 측정하며, 뮤온 시스템은 매우 침투성이 강한 뮤온에 대한 추가 측정을 한다. 두 자석 시스템은 내부 검출기와 뮤온 분광기에서 전하 입자를 구부려 전하와 운동량을 측정할 수 있도록 한다.
직접적으로 감지할 수 없는 유일하게 확립된 안정된 입자는 중성미자이다. 중성미자의 존재는 감지된 입자들 사이의 운동량 불균형을 측정함으로써 추론된다. 이를 위해서는 검출기가 "헤르메틱"해야 하며, 이는 생성된 모든 비중성미자를 사각지대 없이 감지해야 함을 의미한다.
위의 모든 검출기 시스템 설치는 2008년 8월에 완료되었다. 검출기들은 2008년 가을부터 2009년 가을까지 진행된 자석 수리 기간 동안 수백만 개의 우주선을 수집했으며, 이는 첫 양성자 충돌 이전에 이루어졌다. 검출기는 거의 100% 효율로 작동했으며 설계 값에 매우 가까운 성능 특성을 제공했다.

### 내부 검출기

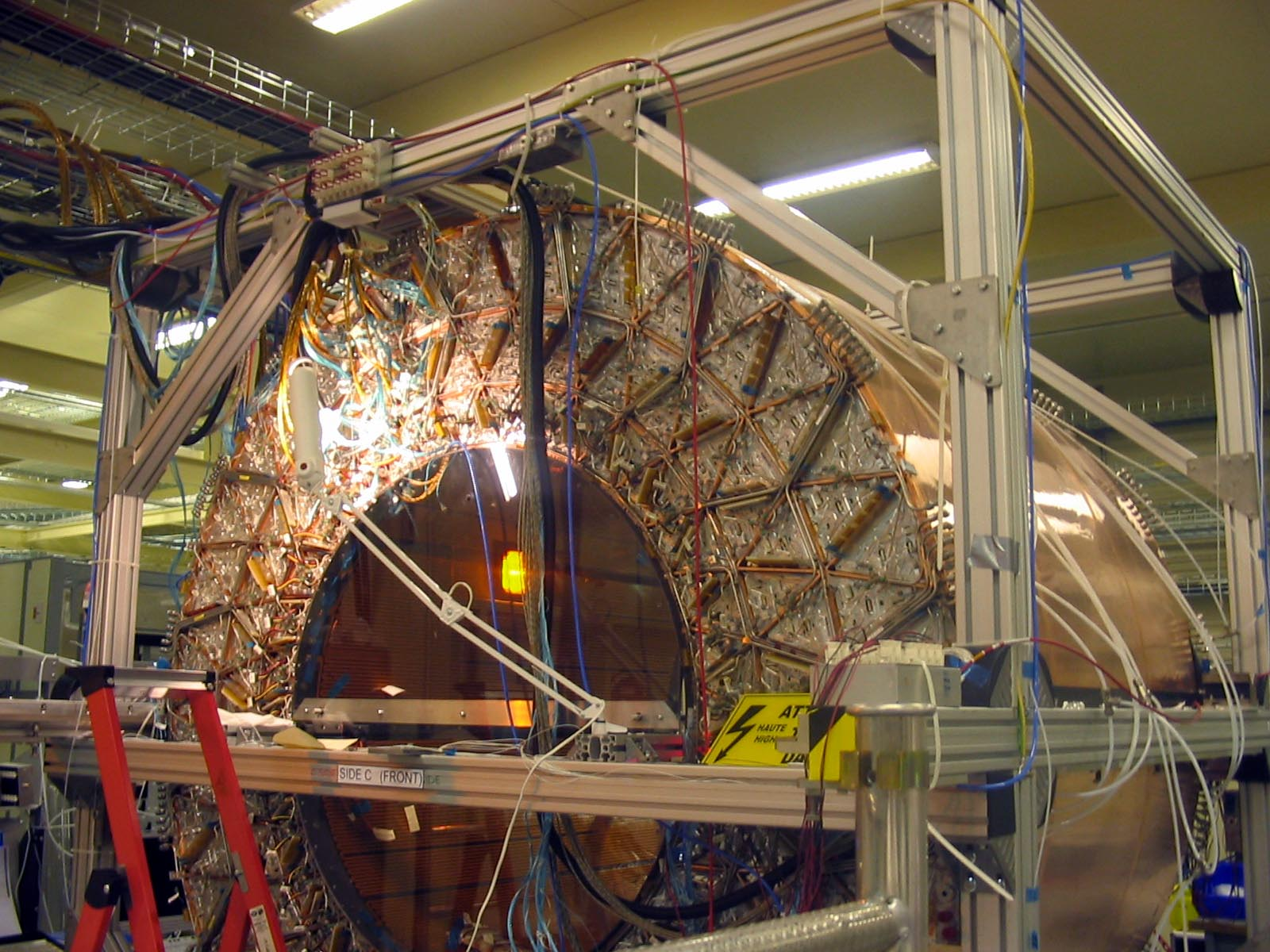
2005년 9월, 지하에 조립되어 우주선 데이터를 수집하는 내부 검출기의 가장 바깥쪽 부분인 TRT(Transition Radiation Tracker) 중앙 섹션.

내부 검출기는 양성자 빔 축에서 몇 센티미터 떨어진 곳에서 시작하여 반경 1.2 미터까지 확장되며, 빔 파이프를 따라 6.2 미터 길이이다. 기본 기능은 충전된 입자가 재료와 이산점에서 상호작용하는 것을 감지하여 입자를 추적하는 것으로, 입자의 유형과 운동량에 대한 자세한 정보를 드러낸다.
내부 검출기는 세 부분으로 구성되며, 아래에서 설명한다.
내부 검출기 전체를 둘러싼 자기장은 전하를 띤 입자를 휘게 만들며, 휘는 방향은 입자의 전하를 나타내고 휘는 정도는 운동량을 나타낸다. 궤적의 시작점은 입자 식별에 유용한 정보를 제공한다. 예를 들어, 한 무리의 궤적이 원래 양성자-양성자 충돌 지점이 아닌 다른 지점에서 시작된 것처럼 보인다면, 이는 입자가 바닥 쿼크를 가진 강입자의 붕괴에서 나왔을 수 있음을 나타낼 수 있다 ((b-tagging 참조)).

#### 픽셀 검출기
검출기의 가장 안쪽 부분인 픽셀 검출기는 네 개의 동심원 층과 각 엔드캡에 세 개의 디스크를 포함하며, 총 1,744개의 모듈로 이루어져 있고, 각 모듈의 크기는 2 센티미터 x 6 센티미터이다. 감지 물질은 두께 250 μm의 규소이다. 각 모듈에는 16개의 판독 컴퓨터 칩과 기타 일렉트로닉스 부품이 포함되어 있다. 판독 가능한 최소 단위는 픽셀(50 x 400 마이크로미터)이며, 각 모듈에는 약 47,000개의 픽셀이 있다.
미세한 픽셀 크기는 상호작용점에 매우 가까운 곳에서 극도로 정밀한 추적을 위해 설계되었다. 총 9200만 개 이상의 판독 채널을 가진 픽셀 검출기는 전체 검출기 판독 채널의 약 50%를 차지한다. 이러한 대규모 채널 수는 상당한 설계 및 공학적 과제를 야기했다. 또 다른 과제는 상호작용점에 근접하기 때문에 픽셀 검출기가 노출되는 방사선이었다. 이는 모든 구성 요소가 상당한 노출 후에도 계속 작동하도록 방사선 내성이 있어야 함을 의미한다.

#### 반도체 추적기
반도체 추적기(SCT)는 내부 검출기의 중간 구성 요소이다. 개념과 기능은 픽셀 검출기와 유사하지만, 작은 픽셀 대신 길고 좁은 스트립을 사용하여 더 넓은 영역을 실용적으로 덮을 수 있다. 각 스트립은 80 마이크로미터 x 12 센티미터이다. SCT는 픽셀 검출기보다 훨씬 넓은 영역에서 더 많은 샘플링 포인트와 거의 동일한 (비록 1차원이지만) 정확도로 입자를 측정하기 때문에 빔에 수직인 평면에서 기본 추적을 위한 내부 검출기의 가장 중요한 부분이다. 네 개의 실리콘 스트립 이중층으로 구성되어 있으며, 630만 개의 판독 채널과 총 61 제곱미터의 면적을 가지고 있다.

#### 전이 방사선 추적기
전이 방사선 추적기(TRT)는 내부 검출기의 가장 바깥쪽 구성 요소로, 스트로 추적기와 전이 방사선 검출기의 조합이다. 감지 요소는 지름 4밀리미터, 길이 최대 144센티미터의 드리프트 튜브(스트로)이다. 트랙 위치 측정의 불확실성(위치 분해능)은 약 200마이크로미터이다. 이는 다른 두 검출기보다 정밀하지는 않지만, 더 큰 부피를 덮는 비용을 줄이고 전이 방사선 감지 기능을 갖기 위해 필요했다. 각 스트로는 전하를 띤 입자가 통과할 때 이온화되는 가스로 채워져 있다. 스트로는 약 -1,500V로 유지되어 음이온을 각 스트로 중앙의 가는 선으로 밀어내어 선에 전류 펄스(신호)를 생성한다. 신호를 가진 선들은 입자의 경로를 결정할 수 있는 '히트' 스트로 패턴을 만든다. 스트로 사이의 굴절률이 크게 다른 물질은 초상대론적 전하를 띤 입자가 전이 방사선을 생성하고 일부 스트로에 훨씬 더 강한 신호를 남기게 한다. 제논과 아르곤 가스는 강한 신호를 가진 스트로의 수를 늘리기 위해 사용된다. 전이 방사선의 양은 고도로 상대론적 입자(빛의 속력에 매우 가까운 속도를 가진 입자)에서 가장 크기 때문에, 특정 에너지를 가진 입자는 가벼울수록 속도가 더 빨라지므로, 매우 강한 신호가 많은 입자 경로는 가장 가벼운 전하를 띤 입자, 즉 전자와 그 반입자인 양전자에 속하는 것으로 식별될 수 있다. TRT는 총 약 298,000개의 스트로를 가지고 있다.

### 칼로리미터

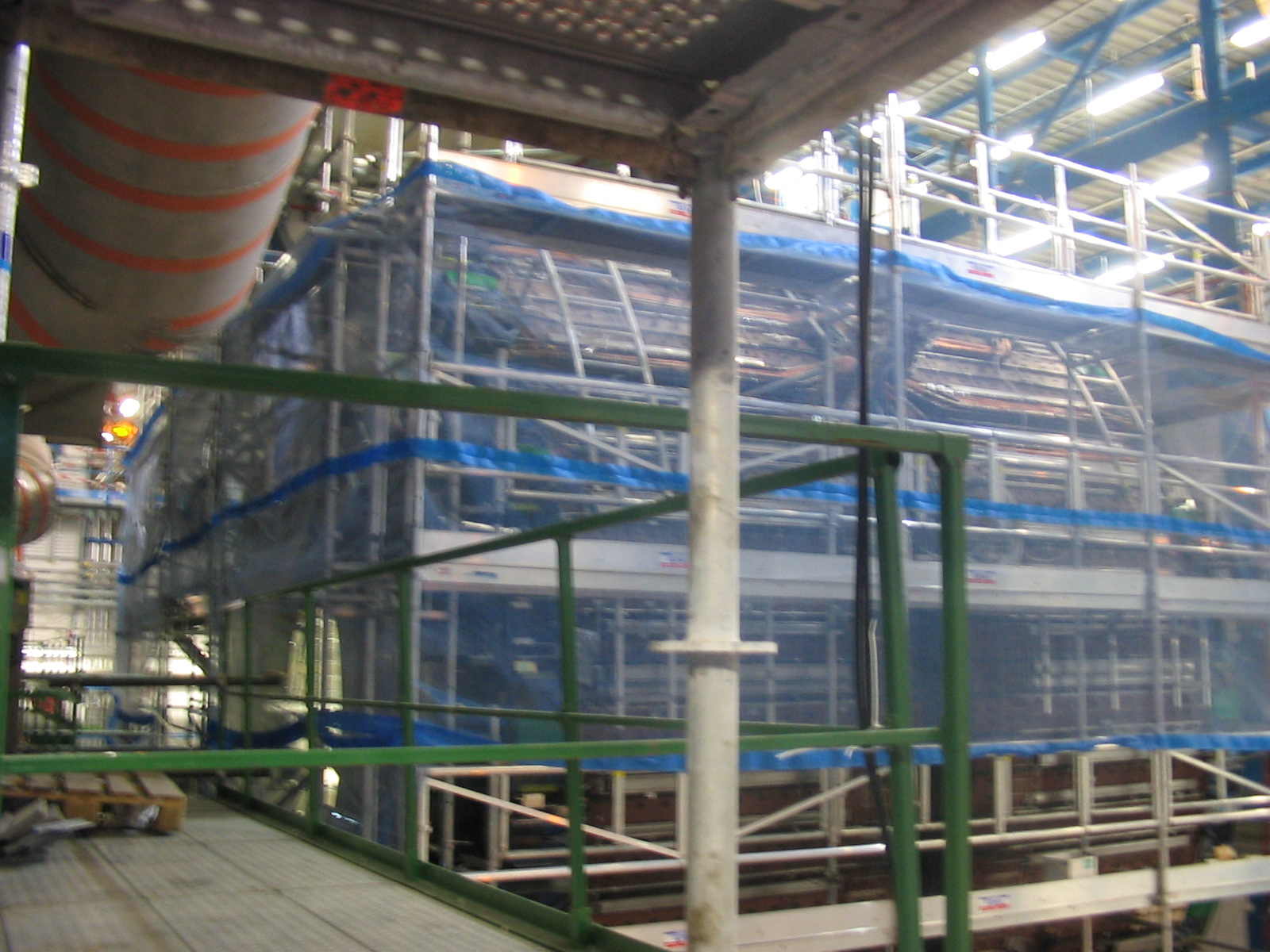
2005년 9월: ATLAS 강입자 칼로리미터의 주요 배럴 섹션이 토로이드 자석 안으로 이동되기를 기다리고 있다.

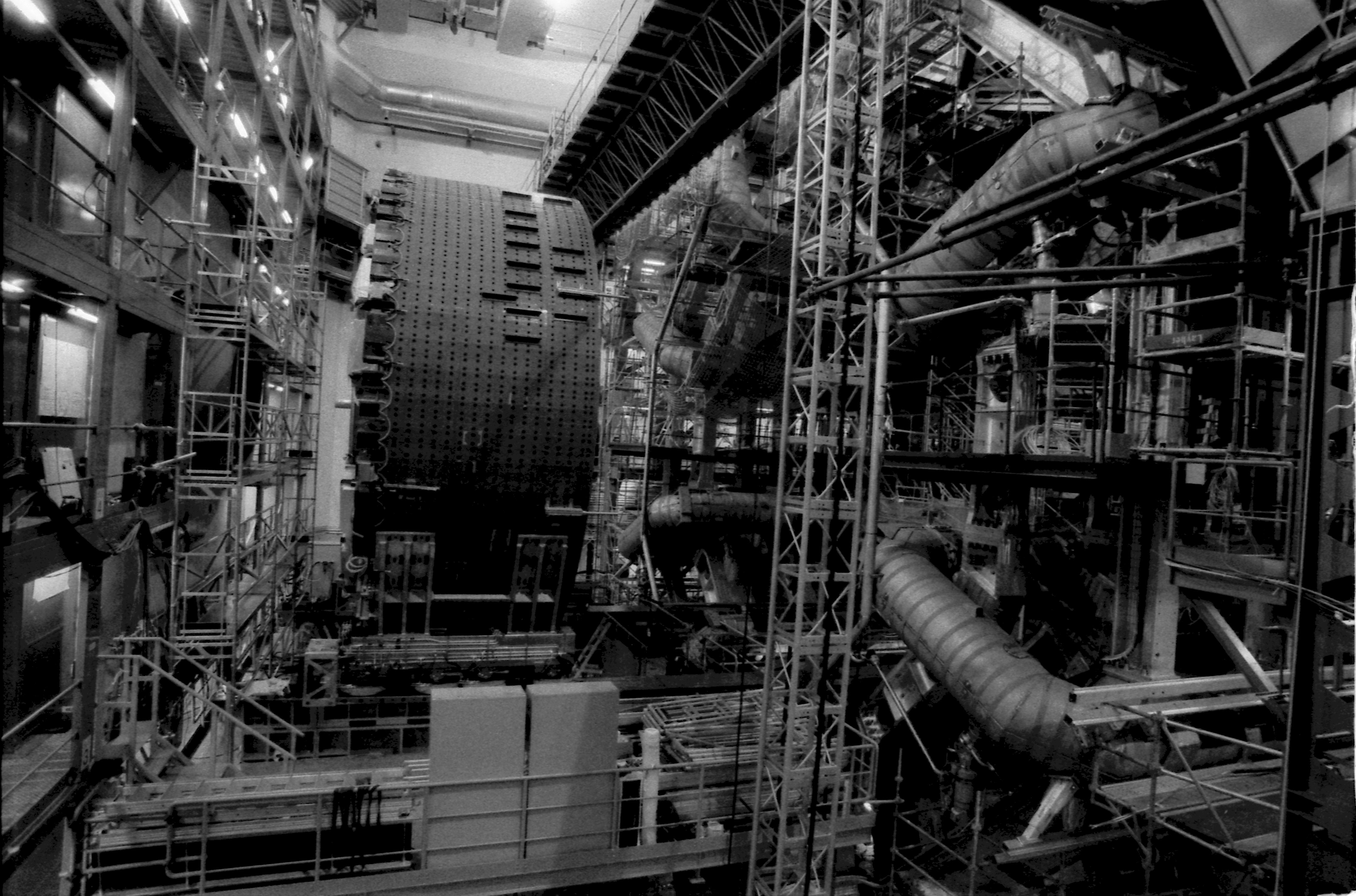
2006년 2월 말 삽입될 예정인 강입자 칼로리미터 확장 섹션 중 하나.

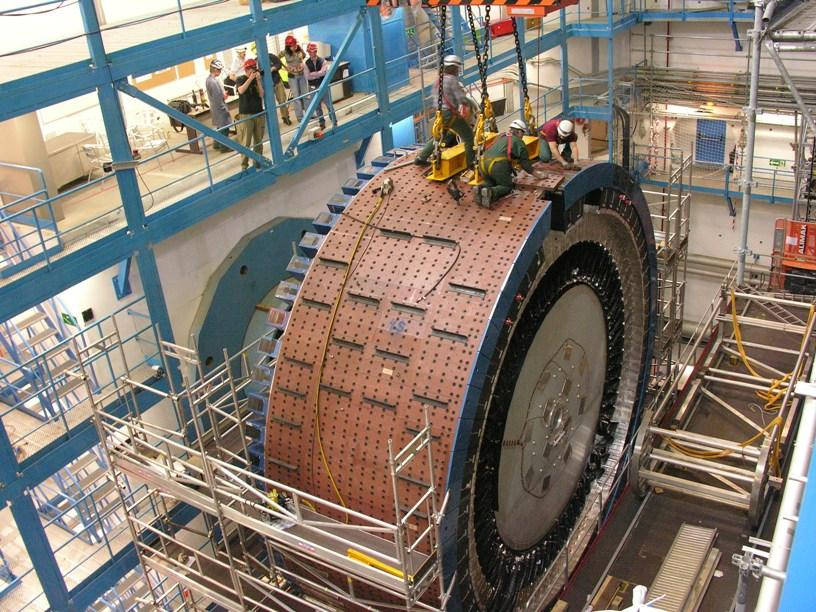
강입자 칼로리미터의 확장 배럴 섹션

칼로리미터는 내부 검출기를 둘러싼 솔레노이드 자석 밖에 위치한다. 그 목적은 입자로부터 에너지를 흡수하여 측정하는 것이다. 기본적으로 두 가지 칼로리미터 시스템이 있다: 내부 전자기 칼로리미터와 외부 강입자 칼로리미터. 둘 다 샘플링 칼로리미터이다. 즉, 고밀도 금속에서 에너지를 흡수하고 주기적으로 결과적인 입자 소나기의 형태를 샘플링하여 이 측정으로부터 원래 입자의 에너지를 추론한다.

#### 전자기 칼로리미터
전자기(EM) 칼로리미터는 전하를 띤 입자와 광자를 포함하여 전자기적으로 상호작용하는 입자로부터 에너지를 흡수한다. 에너지 흡수량과 에너지 증착의 정확한 위치 모두에서 높은 정밀도를 가진다. 입자의 궤적과 검출기의 빔 축 사이의 각도(또는 더 정확하게는 가속도)와 수직 평면 내의 각도는 둘 다 대략 0.025 라디안 이내로 측정된다. 배럴 EM 칼로리미터는 아코디언 모양의 전극을 가지며, 에너지 흡수 물질은 납과 스테인리스강이고, 샘플링 물질은 액체 아르곤이며, EM 칼로리미터를 충분히 냉각시키기 위해 저온 유지 장치가 필요하다.

#### 강입자 칼로리미터
강입자 칼로리미터는 EM 칼로리미터를 통과하지만, 강한 상호작용을 통해 상호작용하는 입자로부터 에너지를 흡수한다. 이 입자들은 주로 강입자이다. 에너지 크기와 국소화 모두에서 정밀도가 낮다 (약 0.1 라디안 이내). 에너지 흡수 물질은 강철이며, 섬광 타일이 침착된 에너지를 샘플링한다. 칼로리미터의 많은 특징은 비용 효율성을 위해 선택되었다. 이 장비는 크고 엄청난 양의 건축 자재를 포함한다. 칼로리미터의 주요 부분인 타일 칼로리미터는 지름이 8미터이고 빔 축을 따라 12미터를 덮는다. 강입자 칼로리미터의 맨 앞쪽 부분은 전방 EM 칼로리미터의 저온 유지 장치 내에 포함되어 있으며, 구리와 텅스텐을 흡수체로 사용하면서 액체 아르곤도 사용한다.

### 뮤온 분광기
뮤온 분광기는 다음과 같은 세 부분으로 구성된 매우 큰 추적 시스템이다:
1. 세 개의 토로이드 자석이 제공하는 자기장;
2. 고정밀도로 나가는 뮤온의 궤적을 측정하는 1200개의 챔버 세트;
3. 정확한 시간 분해능을 가진 트리거 챔버 세트.

이 서브 검출기의 범위는 칼로리미터에 가까운 반경 4.25m에서 검출기 전체 반경(11m)까지 확장된다. 엄청난 크기가 필요한 이유는 뮤온의 운동량을 정확하게 측정하기 위함이며, 뮤온은 뮤온 분광기에 도달하기 전에 검출기의 다른 모든 요소를 통과한다. 이 시스템은 100GeV 뮤온의 운동량을 3% 정확도로, 1TeV 뮤온의 운동량을 10% 정확도로 독립적으로 측정하도록 설계되었다. 하나 이상의 뮤온이 감지되어야만 관측할 수 있는 흥미로운 물리적 과정이 많고, 뮤온을 무시하면 이벤트의 총 입자 에너지를 측정할 수 없기 때문에 이러한 대규모 장비를 조립하는 데 많은 노력이 필요했다. 이는 내부 검출기와 유사하게 작동하며, 뮤온이 휘어져 운동량을 측정할 수 있도록 하지만, 다른 자기장 구성, 낮은 공간 정밀도, 그리고 훨씬 더 큰 부피를 가진다. 또한 뮤온을 단순히 식별하는 기능도 수행한다. 다른 유형의 입자는 칼로리미터를 통과하여 뮤온 분광기에 신호를 남길 가능성이 매우 적다. 이 시스템은 약 100만 개의 판독 채널을 가지며, 그 검출기 층의 총 면적은 12,000 제곱미터이다.

### 자석 시스템

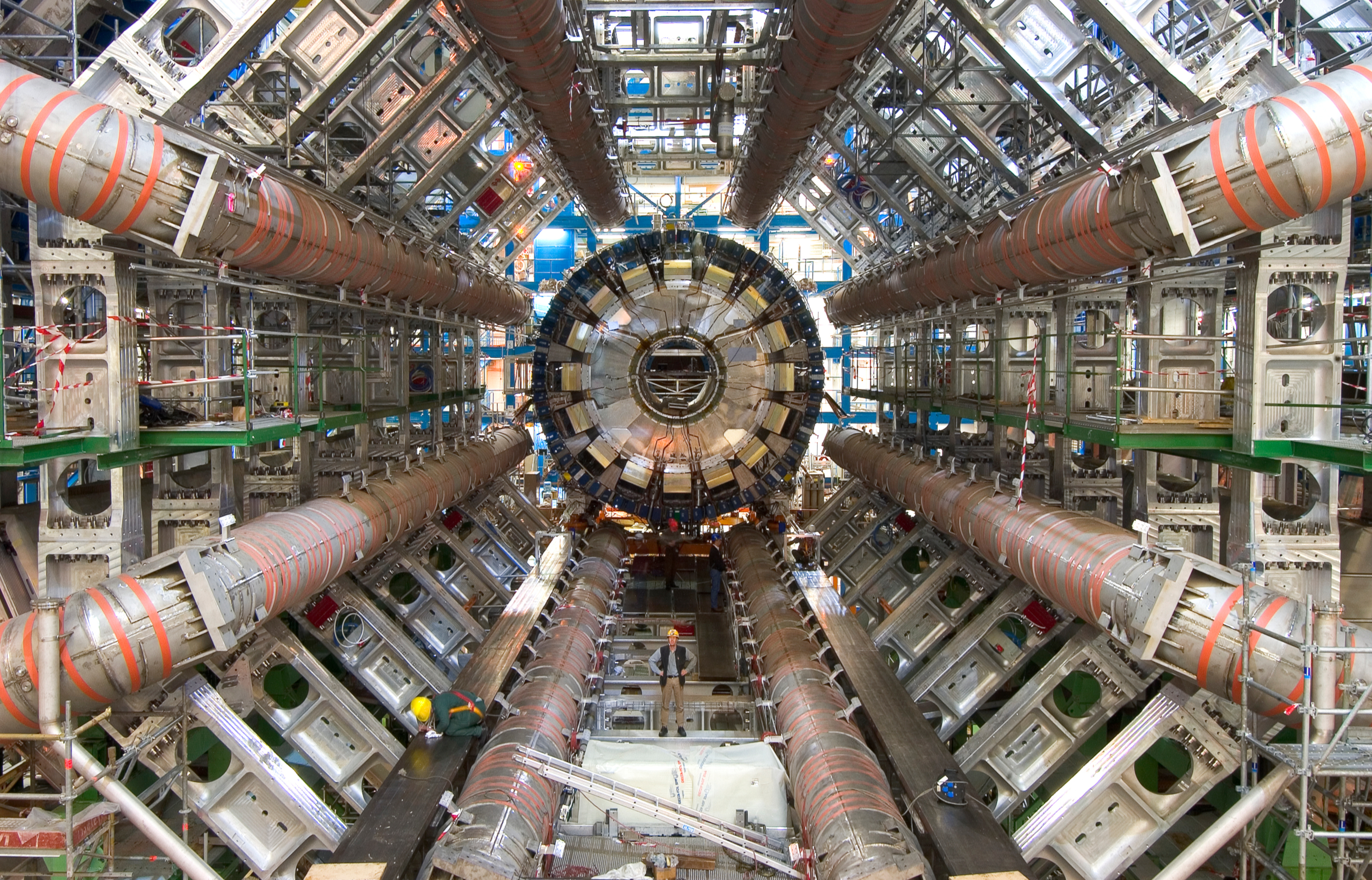
ATLAS 검출기의 8개 토로이드 자석

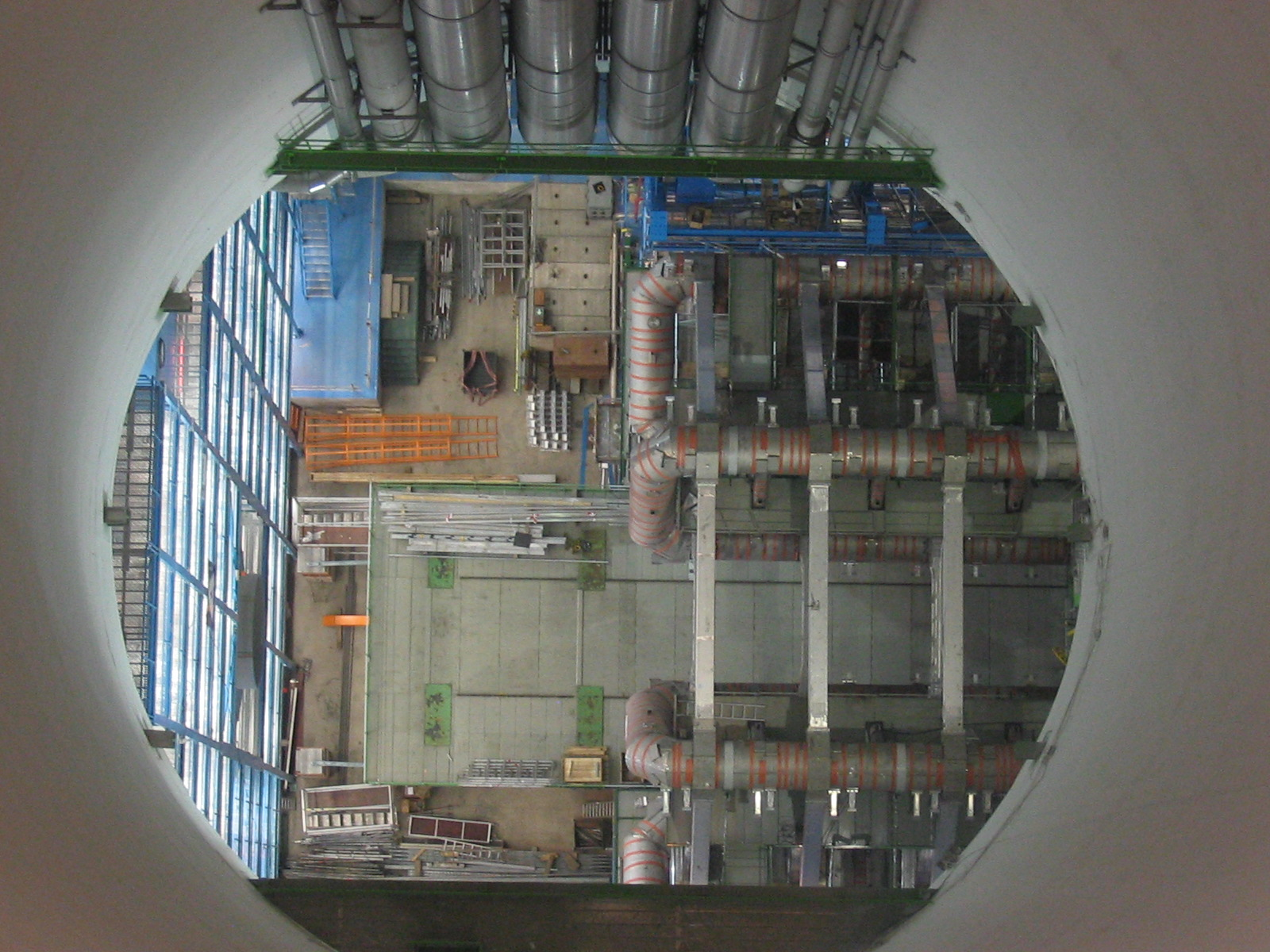
2005년 9월, 약 90 미터 위에서 내려다본 8개의 ATLAS 토로이드 자석 중 4개의 끝 부분

ATLAS 검출기는 두 개의 큰 초전도 자석 시스템을 사용하여 전하를 띤 입자의 궤적을 구부려 운동량을 측정할 수 있도록 한다. 이 굽힘은 로런츠 힘에 의한 것으로, 그 크기는 입자의 전하 {\displaystyle q}, 속도 {\displaystyle v} 및 자기장 {\displaystyle B}의 세기에 비례한다:
{\displaystyle F=q\,v\,B.}
LHC의 양성자 충돌에서 생성되는 모든 입자는 진공 중 빛의 속력에 매우 가깝게 이동하므로 {\displaystyle (v\simeq c)}, 로런츠 힘은 동일한 전하 {\displaystyle q}를 가진 모든 입자에 대해 거의 동일하다:
{\displaystyle F\simeq q\,c\,B.}
로런츠 힘으로 인한 곡률 반경 {\displaystyle r}은 다음과 같다.
{\displaystyle r={\frac {p}{q\,B}}.}
여기서 {\displaystyle p=\gamma \,m\,v}는 입자의 상대론적 운동량이다. 결과적으로 고운동량 입자는 거의 휘지 않고 (큰 {\displaystyle r}), 저운동량 입자는 크게 휜다 (작은 {\displaystyle r}). 곡률의 양을 정량화할 수 있으며, 이 값으로부터 입자의 운동량을 결정할 수 있다.

#### 솔레노이드 자석
내부 솔레노이드는 내부 검출기를 둘러싸는 2 테슬라 자기장을 생성한다. 이 높은 자기장은 매우 높은 에너지 입자도 운동량을 결정하기에 충분히 휘게 하며, 거의 균일한 방향과 세기는 매우 정밀한 측정을 가능하게 한다. 운동량이 대략 400 MeV 미만인 입자는 너무 강하게 휘어서 자기장 내에서 반복적으로 회전하게 되어 측정되지 않을 가능성이 높다. 그러나 이 에너지는 각 양성자 충돌에서 방출되는 수 테라전자볼트의 에너지에 비하면 매우 작다.

#### 토로이드 자석
외부 원환체 자기장은 8개의 매우 큰 공심형 초전도 배럴 루프와 2개의 작은 엔드캡 공기 토로이드 자석으로 생성되며, 총 24개의 배럴 루프는 모두 칼로리미터 밖에 있고 뮤온 시스템 안에 위치한다. 이 자기장은 26 미터 길이, 20 미터 지름의 영역에 걸쳐 확장되며, 1.6 기가줄의 에너지를 저장한다. 충분한 크기의 솔레노이드 자석을 건설하는 것은 지나치게 비쌀 것이기 때문에 자기장은 균일하지 않다. 자기장은 2에서 8 테슬라미터 사이로 변한다.

### 전방 검출기
ATLAS 검출기는 매우 작은 각도의 입자를 측정하기 위해 전방 영역에 네 개의 서브 검출기로 보완된다.
1. LUCID (LUminosity Cherenkov Integrating Detector) 
은 광도를 측정하도록 설계된 이 검출기들 중 첫 번째이며, 두 뮤온 엔드캡 사이의 상호작용 지점에서 17m 떨어진 ATLAS 공동에 위치한다.
2. ZDC (Zero Degree Calorimeter) 
은 빔에 축 방향으로 중성 입자를 측정하도록 설계되었으며, 두 빔이 다시 분리된 빔 파이프로 나뉘는 LHC 터널의 IP에서 140m 떨어진 곳에 위치한다.
3. AFP (Atlas Forward Proton) 
은 회절 이벤트를 태그하도록 설계되었으며, 204m와 217m에 위치한다.
4. ALFA (Absolute Luminosity For ATLAS) 
은 탄성 양성자 산란을 측정하도록 설계되었으며, LHC 아크의 굽힘 자석 바로 앞 240m에 위치한다.

### 데이터 시스템

#### 데이터 생성
이전 입자 검출기 판독 및 이벤트 감지 시스템은 VME버스 또는 FASTBUS와 같은 병렬 공유 버스를 기반으로 했다. 이러한 버스 아키텍처는 LHC 검출기의 데이터 요구 사항을 따라갈 수 없으므로, 모든 ATLAS 데이터 획득 시스템은 고속 지점 간 링크 및 스위칭 네트워크에 의존한다. 데이터 판독 및 저장을 위한 고급 일렉트로닉스를 사용하더라도 ATLAS 검출기는 모든 것을 판독하거나 저장하기에는 너무 많은 원시 데이터를 생성한다. 이는 원시 이벤트당 약 25 메가바이트에 검출기 중앙에서 초당 4천만 회의 빔 교차(40 MHz)를 곱한 양이다. 이는 초당 총 1 페타바이트의 원시 데이터를 생산한다. 물리적 정보를 포함하지 않는 각 이벤트의 빈 세그먼트(영점 억제)를 기록하지 않음으로써 이벤트의 평균 크기는 1.6 메가바이트로 줄어들어 초당 총 64 테라바이트의 데이터가 된다.

#### 트리거 시스템
트리거 시스템은 빠른 이벤트 재구성을 사용하여 상세 분석을 위해 유지할 가장 흥미로운 이벤트를 실시간으로 식별한다. LHC의 두 번째 데이터 수집 기간인 Run-2에서는 두 가지 트리거 레벨이 있었다:
1. 레벨 1 트리거 (L1)는 검출기 현장에 맞춤형 하드웨어로 구현된다. 이벤트 데이터를 저장하거나 거부할지 결정하는 데 2.5 μs 미만이 소요된다. 이는 칼로리미터와 뮤온 분광기에서 감소된 세밀도 정보를 사용하며, 판독 장치로 들어오는 이벤트 속도를 40 MHz에서 100 kHz로 줄인다. 따라서 L1 거부 계수는 400이다.
2. 고레벨 트리거 (HLT)는 소프트웨어로 구현되며, 약 40,000개의 중앙 처리 장치로 구성된 컴퓨터 배터리를 사용한다. L1에서 들어오는 초당 100,000개의 이벤트 중 어떤 것을 저장할지 결정하기 위해 각 충돌에 대한 특정 분석이 200 μs 내에 수행된다. HLT는 검출기의 제한된 영역, 이른바 관심 영역(RoI)을 사용하여 전체 검출기 세밀도로 재구성되며, 추적을 포함하여 에너지 침착과 트랙의 일치를 가능하게 한다. HLT 거부 계수는 100이다. 이 단계 후에 이벤트 속도는 100에서 1 kHz로 줄어든다. 남은 데이터는 초당 약 1,000개의 이벤트에 해당하며, 추가 분석을 위해 저장된다.[37]

#### 분석 과정
ATLAS는 매년 10 페타바이트 이상의 데이터를 영구적으로 기록한다.
오프라인 이벤트 재구성은 영구적으로 저장된 모든 이벤트에 대해 수행되어 검출기에서 오는 신호 패턴을 제트, 광자, 렙톤과 같은 물리학 객체로 변환한다. 그리드 컴퓨팅은 이벤트 재구성에 광범위하게 사용되어, 방대한 양의 원시 데이터를 물리학 분석에 적합한 형태로 줄이는 CPU 집약적인 작업을 위해 전 세계 대학 및 연구소 컴퓨터 네트워크를 병렬로 사용할 수 있도록 한다.
이러한 작업을 위한 소프트웨어는 수년 동안 개발되어 왔으며, 데이터 수집이 시작된 후에도 개선이 진행 중이다.
협력단의 개별 연구자와 그룹은 탐지된 입자 패턴에서 특정 물리 모델이나 가상의 입자를 찾아내기 위해 이러한 객체에 대한 추가 분석을 수행하는 자체 코드를 지속적으로 작성하고 있다. 이 활동은 매주 25 페타바이트의 데이터를 처리해야 한다.

## 여담
유명한 ATLAS 검출기 이미지에서 크기 비교를 위해 사진에 나온 연구원은 스웨덴 웁살라 대학교의 로저 루버 연구원이다. 루버는 ATLAS 검출기의 중앙 극저온 자석을 담당하는 연구원 중 한 명으로, 사진작가 막시밀리앙 브라이스가 ATLAS 검출기를 촬영하기 위해 준비 중일 때 LHC 터널에서 자석을 검사하고 있었다. 브라이스는 루버에게 ATLAS 검출기의 규모를 보여주기 위해 검출기 바닥에 서 달라고 요청했다. 이는 막시밀리앙 브라이스에 의해 밝혀졌고, 로저 루버는 옥스퍼드 대학교의 레베카 스메더스트와의 2020년 인터뷰에서 이를 확인했다.

## 더 읽어보기
- ATLAS 기술 제안서. 보관됨 2012-08-02 - 웨이백 머신 CERN: ATLAS 실험. 2007년 4월 10일에 확인함.
- "ATLAS 검출기 및 물리학 성능 기술 설계 보고서 보관됨 2003-05-16 - 웨이백 머신". 유럽 입자 물리 연구소: ATLAS 실험. 2007년 4월 10일에 확인함.
- N. V. Krasnikov; V. A. Matveev (September 1997). 《Physics at LHC》. 《Physics of Particles and Nuclei》 28. 441–470쪽. arXiv:hep-ph/9703204. Bibcode:1997PPN....28..441K. doi:10.1134/1.953049. S2CID 118907038.
- ATLAS 실험 모니카 린 던포드와 피터 제니, 스콜라피디아 9(10):32147. doi:10.4249/scholarpedia.32147